# Freestyle-Skiing-Weltmeisterschaften 2023
Die 20. Freestyle-Skiing-Weltmeisterschaften fanden in Bakuriani in Georgien vom 19. Februar 2023 bis 5. März 2023 statt. Sie wurden gleichzeitig mit den Snowboard-Weltmeisterschaften 2023 abgehalten, somit gab es zum insgesamt vierten Mal eine „Doppel WM“ aus Freestyle-Skiing und Snowboard. Diese Wettbewerbe waren die ersten Weltmeisterschaften in einer Schneesportart, welche in Georgien ausgetragen wurden.

## Medaillenspiegel
Endstand nach 16 Entscheidungen
| Platz | Land                   |   |   |   |   |
| ----- | ---------------------- | - | - | - | - |
| 1     | Vereinigte Staaten     | 3 | 3 | 1 | 7 |
| 2     | Kanada                 | 3 | 2 | 2 | 7 |
| 3     | Frankreich             | 3 | - | - | 3 |
| 4     | Schweden               | 2 | 1 | 2 | 5 |
| 5     | Schweiz                | 2 | - | 2 | 4 |
| 6     | Norwegen               | 1 | 2 | 2 | 5 |
| 7     | Volksrepublik China    | 1 | 1 | 1 | 3 |
| 8     | Italien                | 1 | - | 1 | 2 |
| 9     | Österreich             | - | 2 | 2 | 4 |
| 10    | Australien             | - | 2 | 1 | 3 |
| 11    | Deutschland            | - | 1 | - | 1 |
| 11    | Finnland               | - | 1 | - | 1 |
| 11    | Vereinigtes Königreich | - | 1 | - | 1 |
| 14    | Ukraine                | - | - | 2 | 2 |

## Ergebnisse Frauen

### Aerials
| Platz | Land | Sportler                | Punkte |
| ----- | ---- | ----------------------- | ------ |
| 1     | CHN  | Kong Fanyu              | 85,30  |
| 2     | AUS  | Danielle Scott          | 83,84  |
| 3     | UKR  | Anastassija Nowossad    | 82,84  |
| 4     | CAN  | Marion Thénault         | 77,19  |
| 5     | USA  | Kaila Kuhn              | 76,84  |
| 6     | KAZ  | Schanbota Aldabergenowa | 60,61  |
| 7     | AUS  | Laura Peel              | 80,29  |
| 8     | GER  | Emma Weiß               | 79,38  |
| 9     | UKR  | Olha Poljuk             | 66,15  |
| 10    | USA  | Ashley Caldwell         | 64,26  |
| 11    | CHN  | Chen Meiting            | 61,68  |
| 12    | CHN  | Liu Xuanchi             | 55,75  |

Qualifikation: 21. Februar 2023
Finale: 23. Februar 2023

20 Sportlerinnen waren gemeldet, eine Sportlerin trat nicht an.

### Big Air
| Platz | Land | Sportlerin       | Punkte |
| ----- | ---- | ---------------- | ------ |
| 1     | FRA  | Tess Ledeux      | 186,75 |
| 2     | NOR  | Sandra Eie       | 175,00 |
| 3     | CAN  | Megan Oldham     | 174,00 |
| 4     | GBR  | Kirsty Muir      | 171,00 |
| 5     | UKR  | Kateryna Kotsar  | 127,75 |
| 6     | GER  | Muriel Mohr      | 110,50 |
| 7     | CHN  | Yang Ruyi        | 105,25 |
| DNS   | CHE  | Mathilde Gremaud |        |

Qualifikation: 3. März 2023 

Finale: 4. März 2023

### Halfpipe
| Platz | Land | Sportlerin       | Punkte |
| ----- | ---- | ---------------- | ------ |
| 1     | USA  | Hanna Faulhaber  | 95,75  |
| 2     | GBR  | Zoe Atkin        | 94,50  |
| 3     | CAN  | Rachael Karker   | 92,25  |
| 4     | CHN  | Zhang Kexin      | 89,00  |
| 5     | CAN  | Amy Fraser       | 86,00  |
| 6     | USA  | Svea Irving      | 84,00  |
| 7     | USA  | Brita Sigourney  | 75,75  |
| 8     | CAN  | Dillan Glennie   | 70,00  |
| 9     | USA  | Riley Jacobs     | 63,75  |
| 10    | KOR  | Kim Dae-un       | 57,50  |
| 11    | GER  | Sabrina Cakmakli | 53,00  |

Qualifikation: 1. März 2023 

Finale: 4. März 2023

### Moguls
| Platz | Land | Sportlerin               | Punkte |
| ----- | ---- | ------------------------ | ------ |
| 1     | FRA  | Perrine Laffont          | 87,40  |
| 2     | USA  | Jaelin Kauf              | 83,56  |
| 3     | AUT  | Avital Carroll           | 80,19  |
| 4     | JPN  | Rino Yanagimoto          | 79,67  |
| 5     | CAN  | Maïa Schwinghammer       | 13,37  |
| 6     | USA  | Elizabeth Lemley         | DNF    |
| 7     | FRA  | Fantine Degroote         | 76,10  |
| 8     | USA  | Hannah Soar              | 76,08  |
| 9     | GBR  | Makayla Gerken Schofield | 74,75  |
| 10    | FRA  | Camille Cabrol           | 72,83  |
|       |      |                          |        |
| 14    | GER  | Hanna Weese              | 69,68  |
| 19    | GER  | Annika Merz              | 54,93  |
| 20    | AUT  | Katharina Ramsauer       | 50,04  |

Qualifikation und Finale: 25. Februar 2023

26 Sportlerinnen waren am Start. 

### Dual Moguls
| Platz | Land | Sportlerin                  | Punkte |
| ----- | ---- | --------------------------- | ------ |
| 1     | FRA  | Perrine Laffont             | 20,00  |
| 2     | USA  | Jaelin Kauf                 | 15,00  |
| 3     | AUT  | Avital Carroll              | 22,00  |
| 4     | USA  | Hannah Soar                 | 13,00  |
| 5     | USA  | Elizabeth Lemley            | 17,00  |
| 6     | GBR  | Makayla Gerken Schofield    | 15,00  |
| 7     | JPN  | Rino Yanagimoto             | 12,00  |
| 8     | CAN  | Maïa Schwinghammer          | 2,00   |
| 9     | USA  | Olivia Giaccio              | 16,00  |
| 10    | CAN  | Laurianne Desmarais-Gilbert | 15,00  |
|       |      |                             |        |
| 14    | GER  | Annika Merz                 | 6,00   |
| 18    | AUT  | Katharina Ramsauer          | 13,00  |
| 19    | GER  | Hanna Weese                 | 13,00  |

Finale: 26. Februar 2023

### Skicross
| Platz | Land | Sportlerin        |
| ----- | ---- | ----------------- |
| 1     | SWE  | Sandra Näslund    |
| 2     | AUT  | Katrin Ofner      |
| 3     | SUI  | Fanny Smith       |
| 4     | CAN  | Marielle Thompson |
| 5     | SUI  | Sixtine Cousin    |
| 6     | SUI  | Talina Gantenbein |
| 7     | GER  | Daniela Maier     |
| 8     | FRA  | Alizée Baron      |

### Slopestyle
| Platz | Land | Sportlerin           | Punkte |
| ----- | ---- | -------------------- | ------ |
| 1     | SUI  | Mathilde Gremaud     | 87,95  |
| 2     | CAN  | Megan Oldham         | 87,75  |
| 3     | NOR  | Johanne Killi        | 84,71  |
| 4     | SUI  | Sarah Höfflin        | 65,61  |
| 5     | FIN  | Anni Kärävä          | 53,86  |
| 6     | NZL  | Ruby Star Andrews    | 52,06  |
| 7     | NOR  | Sandra Eie           | 47,40  |
| 8     | CHN  | Ruyi Yang            | 47,21  |
|       |      |                      |        |
| 11    | GER  | Alia Delia Eichinger | 39,16  |
| 16    | SUI  | Anouk Andraska       | 31,96  |
| DNS   | AUT  | Lara Wolf            |        |

Qualifikation: 27. Februar 2023 

Finale: 28. Februar 2023 

## Ergebnisse Männer

### Aerials
| Platz | Land | Sportler             | Punkte |
| ----- | ---- | -------------------- | ------ |
| 1     | SUI  | Noé Roth             | 118,59 |
| 2     | USA  | Quinn Dehlinger      | 114,48 |
| 3     | CHN  | Yang Longxiao        | 110,18 |
| 4     | USA  | Christopher Lillis   | 107,24 |
| 5     | CHN  | Li Tianma            | 69,61  |
| 6     | UKR  | Volodymyr Kushnir    | 56,11  |
| 7     | KAZ  | Sherzod Khashyrbayev | 85,86  |
| 8     | USA  | Justin Schoenefeld   | 85,84  |
| 9     | UKR  | Oleksandr Okipnjuk   | 77,37  |
| 10    | CAN  | Emile Nadeau         | 55,65  |
| 11    | CAN  | Alexandre Duchaine   | 25,22  |
| 12    | SUI  | Nicolas Gygax        |        |
| ...   |      |                      |        |
| 19    | SUI  | Pirmin Werner        | 84,51  |
| 21    | SUI  | Andrin Schädler      | 70,06  |

Qualifikation und Finale: 23. Februar 2023

24 Sportler waren am Start.

### Big Air
| Platz | Land | Sportlerin            | Punkte |
| ----- | ---- | --------------------- | ------ |
| 1     | USA  | Troy Podmilsak        | 187,75 |
| 2     | AUT  | Lukas Müllauer        | 184,50 |
| 3     | NOR  | Birk Ruud             | 183,50 |
| 4     | AUT  | Matěj Švancer         | 176,50 |
| 5     | NZL  | Luca Harrington       | 176,00 |
| 6     | NOR  | Sebastian Schjerve    | 175,00 |
| 7     | NOR  | Christian Nummedal    | 171,50 |
| 8     | CAN  | Noah Porter MacLennan | 123,75 |
| 9     | NOR  | Tormod Forstad        | 108,25 |
| 10    | CAN  | Teal Harle            | 35,00  |

Qualifikation: 3. März 2023 

Finale: 4. März 2023

### Halfpipe
| Platz | Land | Sportler          | Punkte |
| ----- | ---- | ----------------- | ------ |
| 1     | CAN  | Brendan MacKay    | 97,25  |
| 2     | FIN  | Jon Sallinen      | 95,75  |
| 3     | USA  | Alex Ferreira     | 93,00  |
| 4     | CAN  | Simon d’Artois    | 92,00  |
| 5     | NZL  | Ben Harrington    | 82,00  |
| 6     | USA  | Dylan Ladd        | 81,25  |
| 7     | FRA  | Kévin Rolland     | 80,50  |
| 8     | USA  | Tristan Feinberg  | 76,76  |
| 9     | USA  | David Wise        | 70,00  |
| 10    | SUI  | Robin Briguet     | 54,25  |
| ...   |      |                   |        |
| 17    | SUI  | Rafael Kreienbühl | 16,25  |

Qualifikation: 1. März 2023 

Finale: 4. März 2023

### Moguls
| Platz | Land | Sportler          | Punkte |
| ----- | ---- | ----------------- | ------ |
| 1     | CAN  | Mikaël Kingsbury  | 89,92  |
| 2     | AUS  | Matt Graham       | 88,90  |
| 3     | SWE  | Walter Wallberg   | 88,52  |
| 4     | KAZ  | Pawel Kolmakow    | 83,99  |
| 5     | JPN  | Ikuma Horishima   | 80,07  |
| 6     | FRA  | Benjamin Cavet    | 79,21  |
| 7     | FRA  | Martin Suire      | 83,79  |
| 8     | JPN  | Kosuke Sogimoto   | 82,56  |
| 9     | SWE  | Filip Gravensfors | 82,05  |
| 10    | KOR  | Jung Dae-yoon     | 81,00  |
|       |      |                   |        |
| 29    | SUI  | Enea Buzzi        | 64,18  |
| 40    | GER  | Nicolas Weese     | 49,83  |
| 42    | GER  | Linus Merz        | 45,56  |
| 43    | SUI  | Paolo Pascarellea | 38,35  |

Qualifikation und Finale: 25. Februar 2023

44 Sportler waren am Start.

### Dual Moguls
| Platz | Land | Sportlerin        | Punkte |
| ----- | ---- | ----------------- | ------ |
| 1     | CAN  | Mikaël Kingsbury  | 19,00  |
| 2     | SWE  | Walter Wallberg   | 16,00  |
| 3     | AUS  | Matt Graham       | 20,00  |
| 4     | KAZ  | Pawel Kolmakow    | 15,00  |
| 5     | CAN  | Gabriel Dufresne  | 15,00  |
| 6     | FRA  | Benjamin Cavet    | 11,00  |
| 7     | USA  | Nick Page         | 11,00  |
| 8     | SWE  | Filip Gravensfors | 9,00   |
| 9     | AUS  | Cooper Woods      | 17,00  |
| 10    | KOR  | Jung Dae-yoon     | 16,00  |
|       |      |                   |        |
| 35    | SUI  | Paolo Pascarellea | 11,00  |
| 36    | SUI  | Enea Buzzi        | 10,00  |
| 37    | GER  | Linus Merz        | 10,00  |
| 38    | SUI  | Martino Conedera  | 7,00   |
| 43    | GER  | Nicolas Weese     |        |

Finale: 26. Februar 2023

### Skicross
| Platz | Land | Sportler          |
| ----- | ---- | ----------------- |
| 1     | ITA  | Simone Deromedis  |
| 2     | GER  | Florian Wilmsmann |
| 3     | SWE  | Erik Mobärg       |
| 4     | CAN  | Reece Howden      |
| 5     | CAN  | Kevin Drury       |
| 6     | ITA  | Federico Tomasoni |
| 7     | CAN  | Brady Leman       |
| 8     | FRA  | Bastien Midol     |

### Slopestyle
| Platz | Land | Sportlerin         | Punkte |
| ----- | ---- | ------------------ | ------ |
| 1     | NOR  | Birk Ruud          | 90,75  |
| 2     | NOR  | Christian Nummedal | 87,08  |
| 3     | SUI  | Andri Ragettli     | 84,33  |
| 4     | CAN  | Max Moffatt        | 82,80  |
| 5     | NOR  | Sebastian Schjerve | 81,85  |
| 6     | USA  | Hunter Henderson   | 81,45  |
| 7     | CAN  | Evan McEachran     | 81,28  |
| 8     | SUI  | Fabian Bösch       | 81,10  |
|       |      |                    |        |
| 12    | SUI  | Valentin Morel     | 61,15  |
| 18    | AUT  | Matěj Švancer      | 70,75  |
| 44    | AUT  | Lukas Müllauer     | 12,25  |

Qualifikation: 26. Februar 2023  

Finale: 28. Februar 2023 

## Ergebnisse Mixed

### Aerials Teamwettbewerb
| Platz | Land | Sportler                                                                            | Punkte |
| ----- | ---- | ----------------------------------------------------------------------------------- | ------ |
| 1     | USA  | Ashley Caldwell (92,00) Christopher Lillis (127,15) Quinn Dehlinger (112,22)        | 331.37 |
| 2     | CHN  | Kong Fanyu (83,16) Li Tianma (113,57) Yang Longxiao (123,98)                        | 320.71 |
| 3     | UKR  | Anastassija Nowossad (87,42) Oleksandr Okipnjuk (84.51) Dmytro Kotowskyj (83.63)    | 255.56 |
| 4     | KAZ  | Schanbota Aldabergenowa (65,20) Roman Iwanow (88,83) Schersod Chaschyrbajew (82,30) | 236.33 |
| 5     | CAN  | Marion Thénault (76,23) Miha Fontaine (83,50) Alexandre Duchaine (68,44)            | 228.17 |
| DNS   | SUI  | Alexandra Bär Pirmin Werner Noé Roth                                                |        |

Finale: 19. Februar 2023

6 Nationen gemeldet, eine Nation (Schweiz) nicht gestartet.

### Skicross Teamwettbewerb
| Platz | Land | Sportler                                           |
| ----- | ---- | -------------------------------------------------- |
| 1     | SWE  | David Mobärg Sandra Näslund                        |
| 2     | CAN  | Reece Howden Marielle Thompson                     |
| 3     | ITA  | Federico Tomasoni Jole Galli                       |
| 4     | FRA  | Youri Duplessis Kergomard Marielle Berger Sabbatel |
| 5     | SUI  | Jonas Lenherr Fanny Smith                          |
| 6     | CZE  | Daniel Paulus Nikol Kučerová                       |
| 7     | GER  | Niklas Bachsleitner Daniela Maier                  |
| 8     | AUT  | Tristan Takats Sonja Gigler                        |
| 9     | JPN  | Tetsuya Furuno Sakurako Mukogawa                   |

Finale: 26. Februar 2023

9 Nationen am Start.